# Prut
Il Prut o Pruth (in ucraino: Прут) è un fiume tributario del Danubio. È lungo circa 910 km, 240 dei quali scorrono in Ucraina.

## Storia
Prima dell'occupazione da parte sovietica della Bessarabia e della Bucovina del Nord nel 1940 il fiume era quasi interamente in territorio romeno.
Di importanza storica è la pace del Prut, che lo Zar Pietro il Grande fu costretto a firmare il 23 luglio 1711, dopo che le sue truppe furono accerchiate dai Turchi nella cittadina di Huși.

## Percorso
Il fiume nasce dai Carpazi Orientali, in Ucraina, presso il Monte Hoverla. Compie un'ampia curva verso est, ricevendo il fiume Putyla (proveniente dai Carpazi Boscosi) presso Sniatyn. Dopo la confluenza si arricchisce notevolmente di acqua e passa Černivci; da qui in poi inizia a formare il confine lungo 711 km tra Moldavia e Romania ricevendo diversi affluenti provenienti sia dalla parte romena, sia dalla parte moldava (il più importante di questi è il fiume Jijia). Presso Iași diviene navigabile e circa 500 km più a valle, sfocia nel Danubio, tra Galați e Reni.

## Portata media
La portata media del fiume Prut risulta molto modesta per la lunghezza del fiume: solo 160 m³/s.
Tuttavia, in caso di precipitazioni marcate, può esondare creando non pochi disagi alle popolazioni che vivono lungo il suo corso.
Ritornando al discorso delle portate, la tabella sottostante riporta la portata minima e massima in due stazioni di monitoraggio:
| Prut a Ungheni | Prut a Galați (confl. Danubio) |  |
| -------------- | ------------------------------ |  |
| 15,6 m³/s      | 100,2 m³/s                     |  |
| 183,1 m³/s     | 659,6 m³/s                     |  |

## Città attraversate

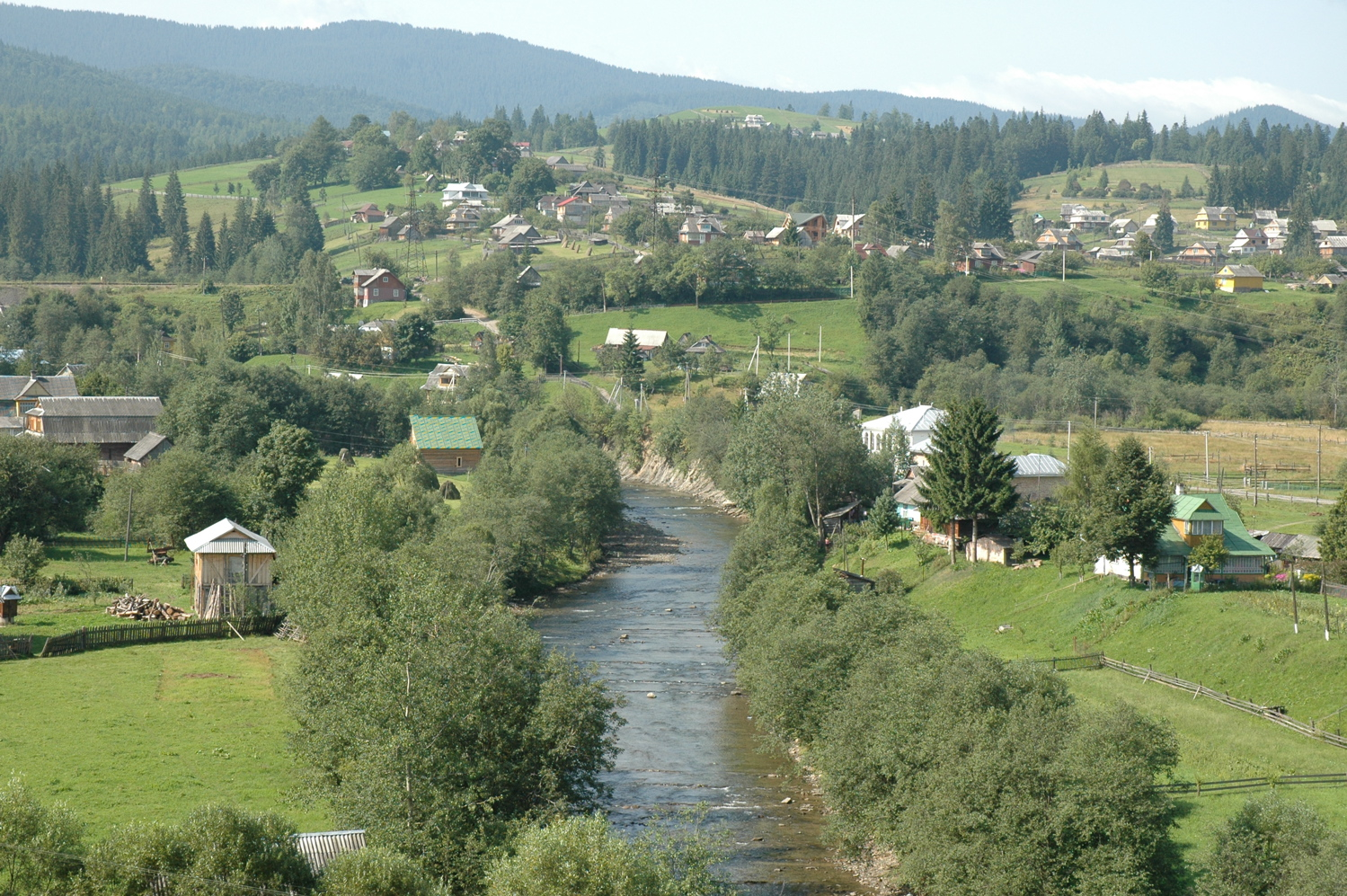
Vista di Vorochta (Ucraina) e del Prut

Il fiume attraversa, dalla fonte alla foce, le seguenti città:
- Ucraina: Deljatyn, Kolomyja, Snjatyn, Černivci e Novoselycja
- Romania: Dărăbani
- Moldavia: Distretto di Ungheni e Cahul.